# Großer Preis der USA
Großer Preis der USA ist die Bezeichnung für ein Automobilrennen in den Vereinigten Staaten von Amerika, das erstmals 1958 auf dem Riverside International Raceway stattfand. 1959 war es auf dem Sebring International Raceway im US-Bundesstaat Florida zum ersten Mal Bestandteil der Formel-1-Weltmeisterschaft.

## Geschichte
Bis 1991 fand es mit Unterbrechungen auf sechs verschiedenen Rennstrecken statt, am längsten war Watkins Glen International (1961 bis 1975) Austragungsort dieser Veranstaltung. Von 2000 bis 2007 wurden die Rennen des Großen Preises der USA auf einer Straßenkursversion des Indianapolis Motor Speedway ausgetragen. Seit 2012 findet der Große Preis der USA in Austin statt.
Insgesamt wurden auf US-amerikanischem Boden unter fünf verschiedenen Bezeichnungen Rennen der Formel-1-Weltmeisterschaft veranstaltet:
- Großer Preis der USA
- Großer Preis der USA Ost
- Großer Preis der USA West
- Großer Preis von Las Vegas
- Großer Preis von Miami

### Anfänge des US-amerikanischen Automobilsports (bis 1960)

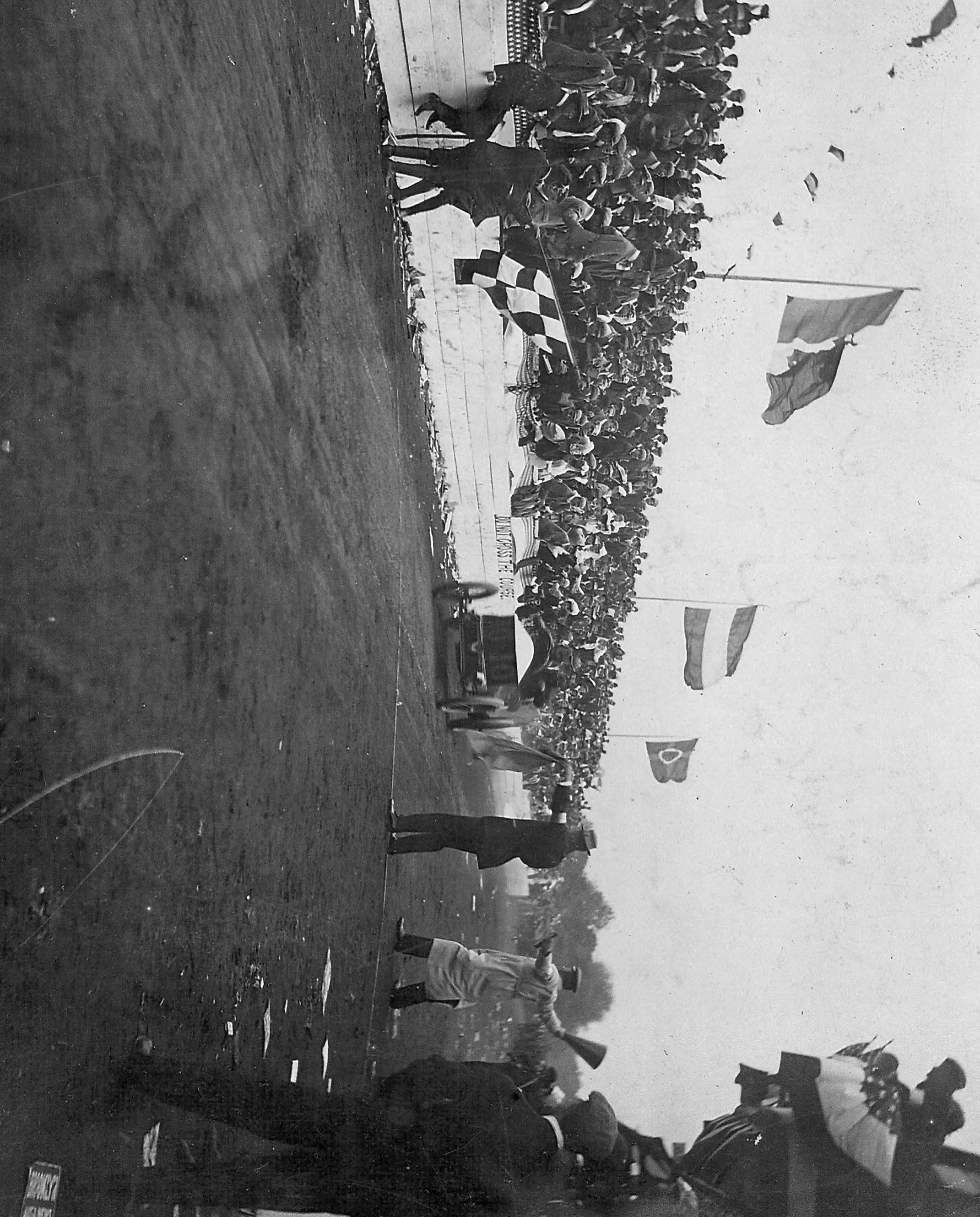
Zielfoto vom Vanderbilt Cup 1906

Anfang des 20. Jahrhunderts wurden in den Vereinigten Staaten erste Automobilrennen ausgetragen. 1904 fand der erste Vanderbilt Cup statt, 1908 der erste American Grand Prize und 1911 das erste Indianapolis 500, das im Gegensatz zu den anderen beiden Rennen, die auf wechselnden Rennstrecken ausgetragen wurden, stets auf demselben Ovalkurs, dem Indianapolis Motor Speedway in Indianapolis, Indiana stattfand.
Nach dem Ersten Weltkrieg wurden der Vanderbilt Cup und der American Grand Prize eingestellt. In dieser Zeit fand eine Fokussierung auf die Ovalrennen mit ihrem Hauptevent, dem Indianapolis 500, statt. Die American Automobile Association (AAA) richtete jährlich eine Meisterschaft auf befestigen und unbefestigten Ovalkursen aus. Kurz vor dem Zweiten Weltkrieg fand auch wieder der Vanderbilt Cup statt.
Nach dem Zweiten Weltkrieg richtete die AAA bis 1955 die nationalen Meisterschaften aus. Das Indianapolis 500 wurde 1950 in die Formel-1-Weltmeisterschaft aufgenommen, obwohl das Rennen nicht nach dem Formel-1-Reglement ausgerichtet wurde. Aus diesem Grund nahm nur vereinzelt Rennfahrer sowohl am Indianapolis 500, als auch an der restlichen Formel-1-Saison teil. Bis 1960 war das Indianapolis 500 Bestandteil der Weltmeisterschaft. Bill Vukovich war in dieser Zeit der einzige Fahrer, der zweimal (1953 und 1954) das Rennen für sich entschied. Von 1950 bis 1960 verstarben insgesamt acht Fahrer im Training, Qualifying oder Rennen, unter ihnen 1955 Vukovich.

### Die ersten Großen Preise der USA (1958–1960)
1958 wurde der erste Große Preis der USA auf dem Riverside International Raceway in Riverside, Kalifornien ausgetragen. Im Gegensatz zum Indianapolis 500 zählte der Große Preis der USA 1958 nicht zur Formel-1-Weltmeisterschaft, sondern war ein Sportwagenrennen. Der US-Amerikaner Chuck Daigh war der erste Sieger dieses Grand Prix.
1959 fand der Große Preis der USA auf dem Sebring International Raceway in Sebring, Florida statt. Es war zudem der erste Große Preis der USA, der zur Formel 1 zählte. Ab diesem Rennen war jeder Große Preis der USA Bestandteil der Formel 1. 1960 kehrte der Große Preis der USA für ein Jahr nach Riverside zurück.

### Watkins Glen (1961–1975)

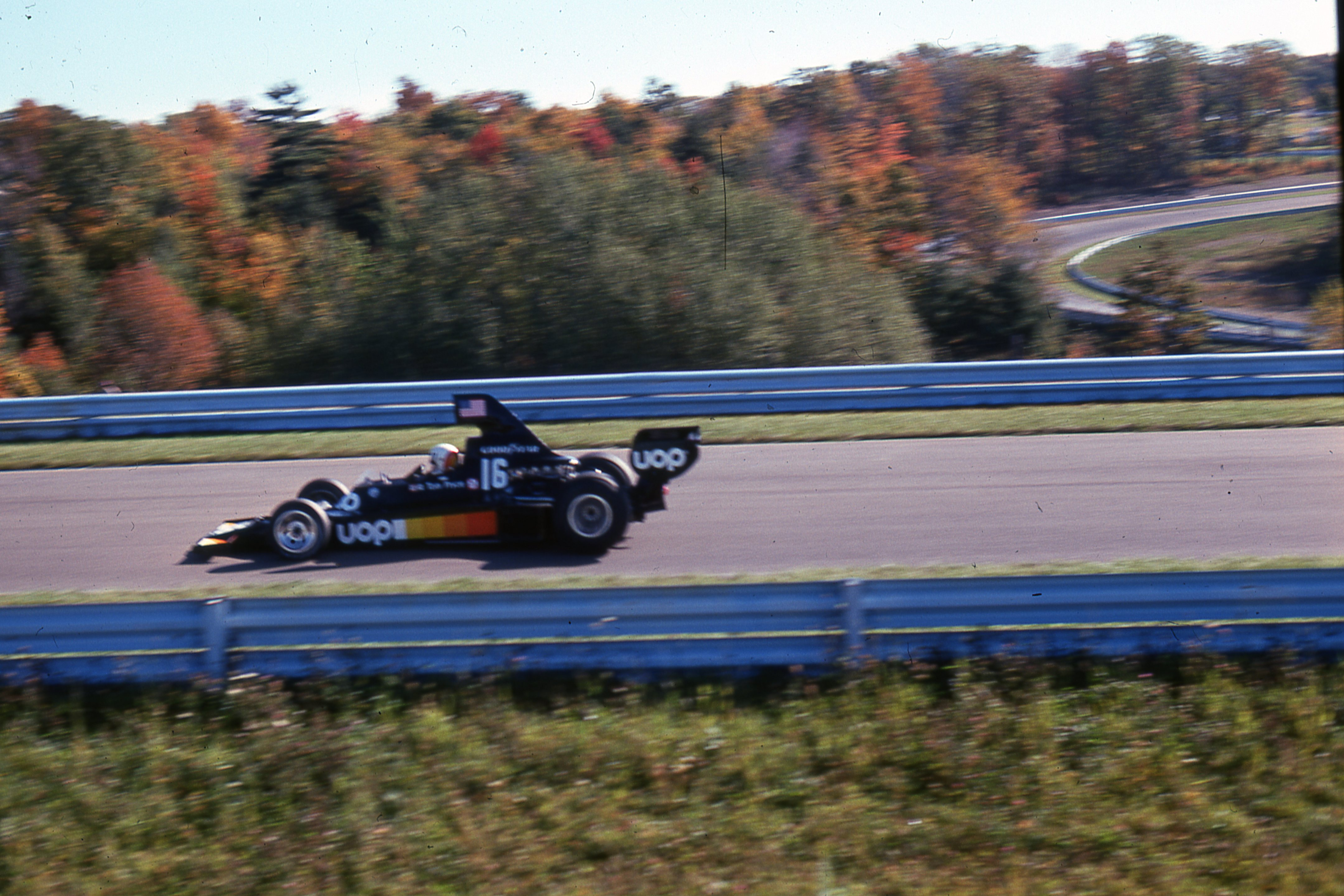
Tom Pryce beim Großen Preis der USA 1975 in Watkins Glen

1961 wechselte der Große Preis der USA auf den Watkins Glen International bei Watkins Glen im US-Bundesstaat New York. Zunächst fand das Rennen auf einer 3,701 km langen permanenten Rennstrecke statt. 1971 wurde die Strecke auf 5,435 km verlängert.
Nach dem Umbau wurde der Große Preis der USA von zwei Todesfällen überschattet. 1973 verstarb François Cevert, der zu diesem Zeitpunkt auf dem dritten Platz in der Weltmeisterschaft lag, nach einem Trainingsunfall. Ein Jahr später verunglückte Helmut Koinigg im Rennen tödlich.

### Mehrere Formel-1-Rennen in den USA (1976–1984) und Detroit (1985–1988)
Von 1976 bis 1984 fanden mehrere Formel-1-Rennen in den USA statt. Da die Bezeichnung Großer Preis der USA nur von einem Rennen verwendet werden konnte, erhielt das Rennen auf dem Stadtkurs Long Beach Grand Prix Circuit in Long Beach, Kalifornien den Namen Großer Preis der USA West. Dieses Rennen wurde von 1976 bis 1983 in der Formel-1-Weltmeisterschaft ausgetragen.
Bis 1980 fand darüber hinaus weiterhin ein Rennen in Watkins Glen statt. Während dieses Rennen zur damaligen Zeit offiziell United States Grand Prix hieß, wurde es nachträglich als Großer Preis der USA Ost eingeordnet und ist heute unter diesem Namen in Statistiken zu finden. Für das Ende der Formel-1-Rennen in Watkins Glen waren sowohl Zuschauerschwund, als auch mangelnde Sicherheit der Strecke ausschlaggebend.
1981 und 1982 fanden in Las Vegas, Nevada auf dem Parkplatz des Hotels Caesars Palace zwei Rennen statt, die als Großer Preis von Las Vegas bezeichnet wurden.
Von 1982 bis 1988 kam zudem der Detroit Grand Prix hinzu, der auf einem Stadtkurs in Detroit, Michigan veranstaltet wurde. Damit fanden im Jahr 1982 gleich drei Formel-1-Grands-Prix auf US-amerikanischem Boden statt. Es war auch das erste Mal, dass drei Formel-1-Rennen einer Saison in einem Land stattfanden. Der Detroit Grand Prix wird von 1982 bis 1984 als Großer Preis der USA Ost und von 1985 bis 1988 als Großer Preis der USA bezeichnet.
1984 war einmalig der Grand Prix of Dallas im Fair Park von Dallas, Texas Bestandteil des Formel-1-Kalenders. Dieses Rennen wird auch Großer Preis der USA genannt.
Ab 1985 verblieb nur noch das Rennen in Detroit im Rennkalender. Somit fand ab diesem Jahr nur noch ein Rennen pro Saison in den USA statt, das folglich alleine als Großer Preis der USA bezeichnet wurde.

### Phoenix (1989–1991)

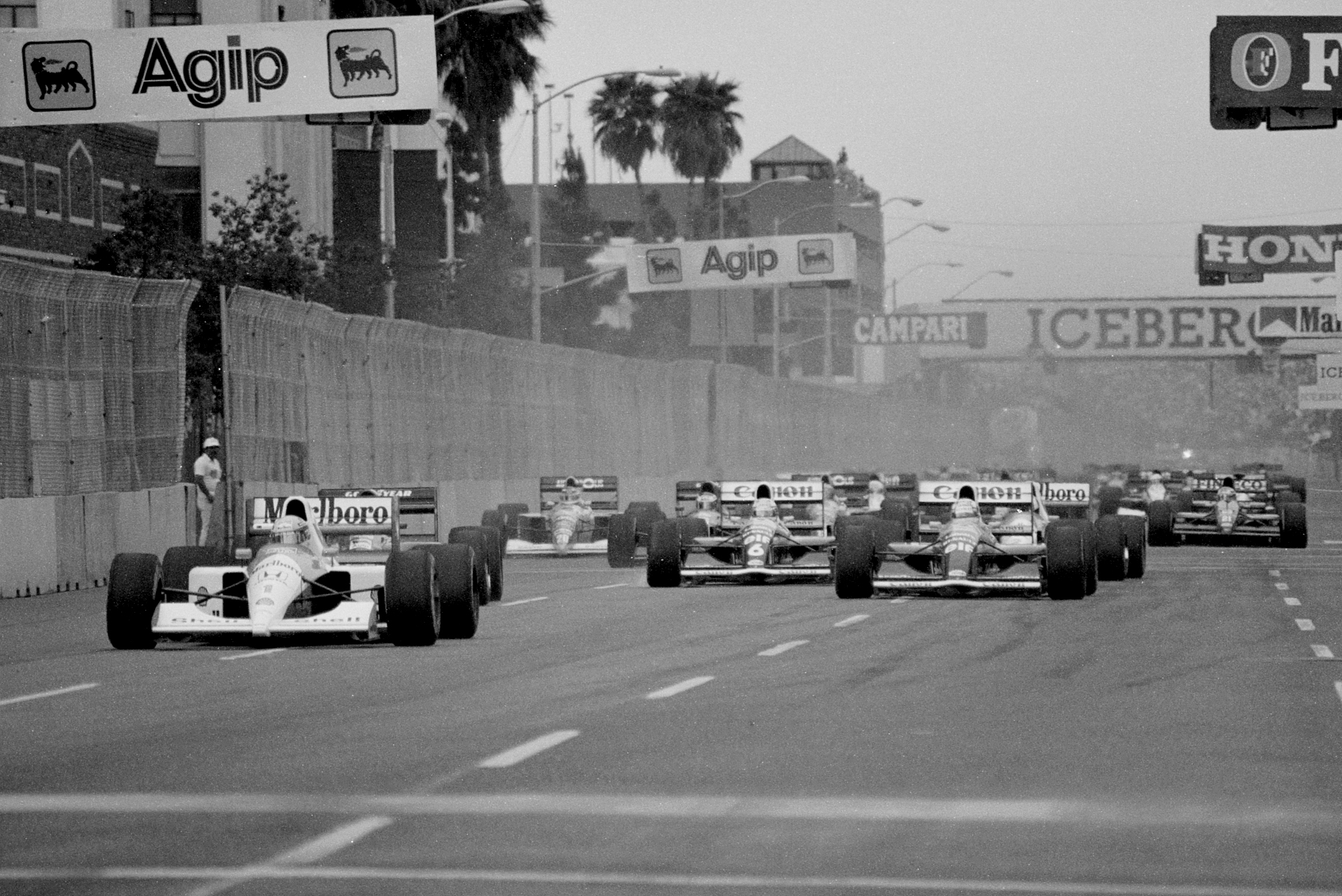
Start des Großen Preises der USA 1991 in Phoenix

1989 wechselte der Große Preis der USA auf einen Stadtkurs in Phoenix, Arizona. Die Veranstaltung fand dreimal auf dieser Strecke statt. 1990 kam es auf dieser Strecke zu einer Startaufstellung, in der einige Fahrer der „kleineren Teams“, die von Pirelli mit Reifen beliefert wurden, vorne standen. Mit Pierluigi Martini auf Position zwei startete bei diesem Rennen zum ersten und einzigen Mal ein Minardi aus der ersten Reihe.
Nachdem der Große Preis der USA 1991 letztmals in Phoenix ausgetragen wurde, fand zwischen 1992 und 1999 kein Formel-1-Rennen in den Vereinigten Staaten statt.

### Indianapolis (2000–2007)

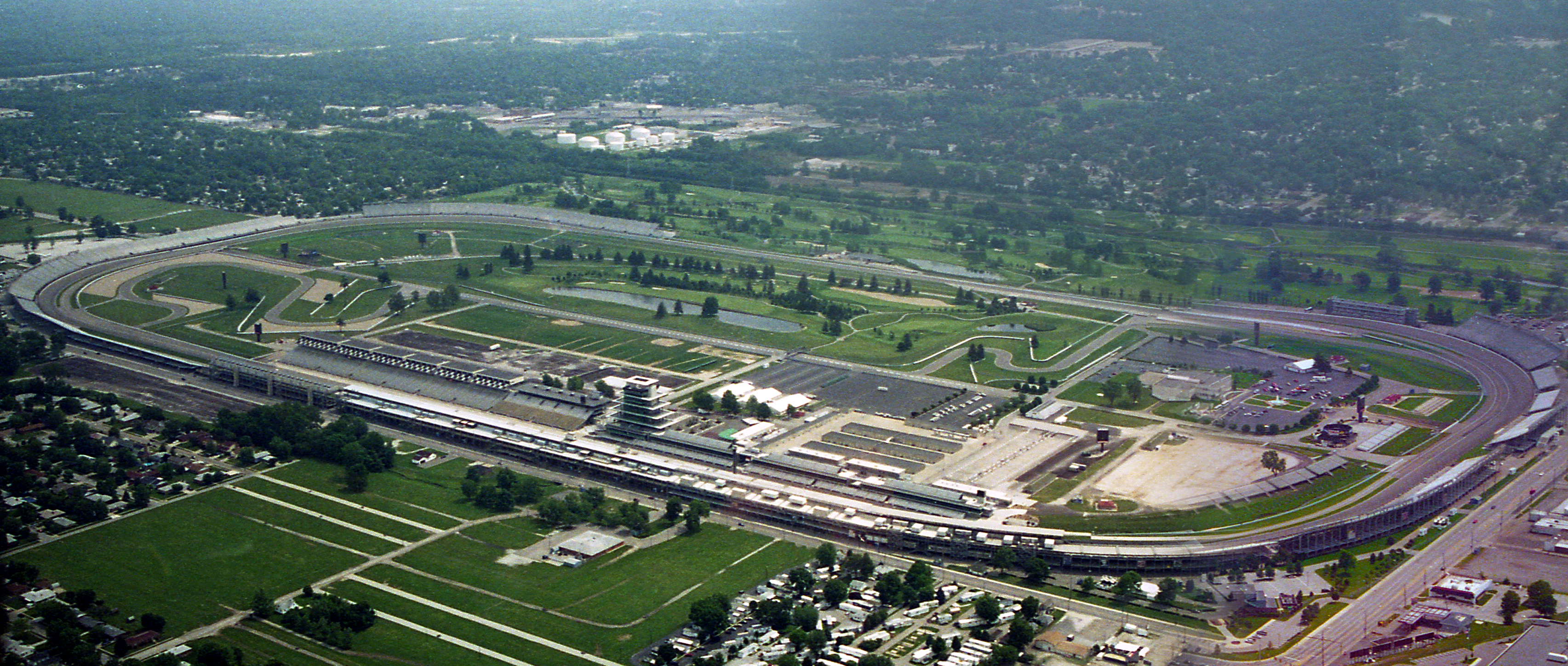
Luftbild vom Indianapolis Motor Speedway

2000 kehrte die Formel 1 auf den Indianapolis Motor Speedway zurück. Anders als zur Mitte des 20. Jahrhunderts fanden die Rennen jedoch nicht auf dem Ovalkurs statt und wurden als Großer Preis der USA bezeichnet. Für die Formel 1 wurde ein Kurs im inneren des Ovals gebaut, der eine Steilkurve miteinbezog.
2005 kam es nach einem Trainingsunfall von Ralf Schumacher zu einem Reifenskandal, der das Wochenende maßgeblich prägte. Da die Michelin-Reifen die Belastungen in der Steilkurve nicht aushielten, bogen alle Michelin-Fahrer in der Einführungsrunde in die Boxengasse ab und traten nicht zum Rennen an. Lediglich die sechs Bridgestone-bereiften Fahrer nahmen am Rennen teil.
Zum Ende der Saison 2007 wurde der Vertrag nicht mehr verlängert und zwischen 2008 und 2011 fand kein Großer Preis der USA statt.

### Austin (seit 2012)
2012 fand wieder ein Großer Preis der USA statt. Austragungsort war der Circuit of The Americas in Austin, Texas. Die Formel 1 hat mit der Rennstrecke einen Vertrag bis 2021 abgeschlossen.
Ursprünglich sollte darüber hinaus ab 2014 in New Jersey ein weiteres Formel-1-Rennen in den Vereinigten Staaten als Großer Preis von Jersey stattfinden, dieser wurde jedoch aufgrund von anhaltenden finanziellen Schwierigkeiten abgesagt.
Für 2020 wurde das Rennen aufgrund der COVID-19-Pandemie abgesagt.

## Streckenlayouts

Riverside (1958 und 1960)
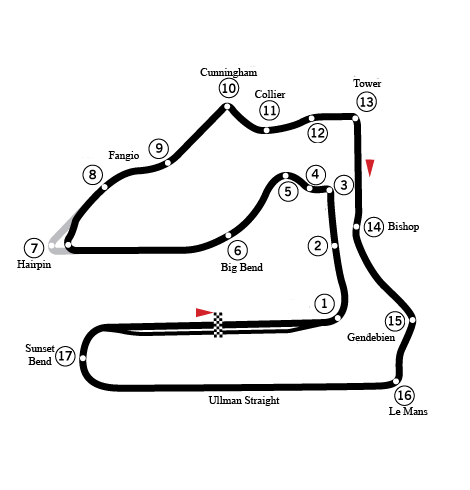
Sebring (1959)
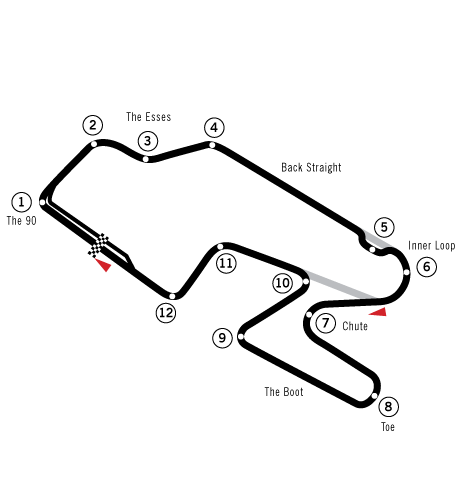
Watkins Glen (1961–1975)
Dallas (1984)
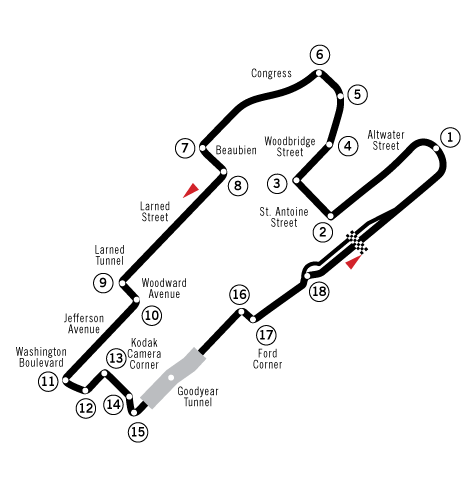
Detroit (1985–1988)
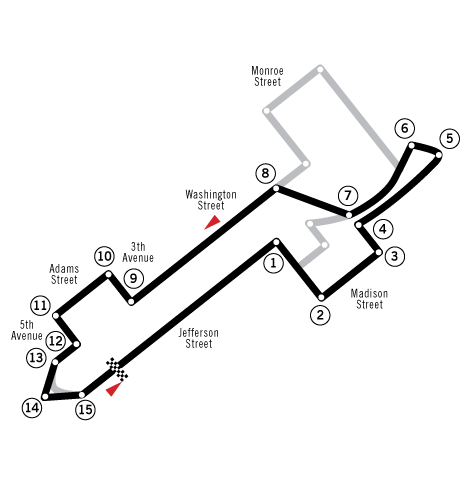
Phoenix (1989–1991)
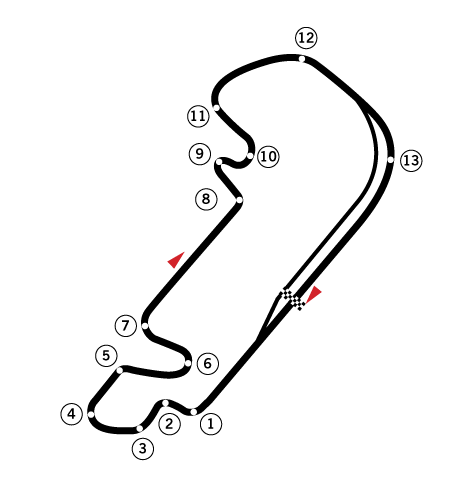
Indianapolis (2000–2007)
Austin (ab 2012)

## Ergebnisse
| Auflage | Jahr          | Strecke                                 | Sieger                                  | Zweiter                                 | Dritter                                    | Pole-Position                           | Schnellste Runde                        |
| ------- | ------------- | --------------------------------------- | --------------------------------------- | --------------------------------------- | ------------------------------------------ | --------------------------------------- | --------------------------------------- |
| 1       | 1958          | Riverside                               | Chuck Daigh (Scarab-Chevrolet)          | Dan Gurney (Ferrari)                    | Bill Krause (Jaguar)                       | Chuck Daigh (Scarab-Chevrolet)          | nicht bekannt                           |
| 2       | 1959          | Sebring                                 | Bruce McLaren (Cooper-Climax)           | Maurice Trintignant (Cooper-Climax)     | Tony Brooks (Ferrari)                      | Stirling Moss (Cooper-Climax)           | Maurice Trintignant (Cooper-Climax)     |
| 3       | 1960          | Riverside                               | Stirling Moss (Lotus-Climax)            | Innes Ireland (Lotus-Climax)            | Bruce McLaren (Cooper-Climax)              | Stirling Moss (Lotus-Climax)            | Jack Brabham (Cooper-Climax)            |
| 4       | 1961          | Watkins Glen                            | Innes Ireland (Lotus-Climax)            | Dan Gurney (Porsche)                    | Tony Brooks (Cooper-Climax)                | Jack Brabham (Cooper-Climax)            | Jack Brabham (Cooper-Climax)            |
| 5       | 1962          | Watkins Glen                            | Jim Clark (Lotus-Climax)                | Graham Hill (B.R.M.)                    | Bruce McLaren (Cooper-Climax)              | Jim Clark (Lotus-Climax)                | Jim Clark (Lotus-Climax)                |
| 6       | 1963          | Watkins Glen                            | Graham Hill (B.R.M.)                    | Richie Ginther (B.R.M.)                 | Jim Clark (Lotus-Climax)                   | Graham Hill (B.R.M.)                    | Jim Clark (Lotus-Climax)                |
| 7       | 1964          | Watkins Glen                            | Graham Hill (B.R.M.)                    | John Surtees (Ferrari)                  | Jo Siffert (Brabham-B.R.M.)                | Jim Clark (Lotus-Climax)                | Jim Clark (Lotus-Climax)                |
| 8       | 1965          | Watkins Glen                            | Graham Hill (B.R.M.)                    | Dan Gurney (Brabham-Climax)             | Jack Brabham (Brabham-Climax)              | Graham Hill (B.R.M.)                    | Graham Hill (B.R.M.)                    |
| 9       | 1966          | Watkins Glen                            | Jim Clark (Lotus-B.R.M.)                | Jochen Rindt (Cooper-Maserati)          | John Surtees (Cooper-Maserati)             | Jack Brabham (Brabham-Repco)            | John Surtees (Cooper-Maserati)          |
| 10      | 1967          | Watkins Glen                            | Jim Clark (Lotus-Ford)                  | Graham Hill (Lotus-Ford)                | Denis Hulme (Brabham-Repco)                | Graham Hill (Lotus-Ford)                | Graham Hill (Lotus-Ford)                |
| 11      | 1968          | Watkins Glen                            | Jackie Stewart (Matra-Ford)             | Graham Hill (Lotus-Ford)                | John Surtees (B.R.M.)                      | Mario Andretti (Lotus-Ford)             | Jackie Stewart (Matra-Ford)             |
| 12      | 1969          | Watkins Glen                            | Jochen Rindt (Lotus-Ford)               | Piers Courage (Brabham-Ford)            | John Surtees (B.R.M.)                      | Jochen Rindt (Lotus-Ford)               | Jochen Rindt (Lotus-Ford)               |
| 13      | 1970          | Watkins Glen                            | Emerson Fittipaldi (Lotus-Ford)         | Pedro Rodríguez (B.R.M.)                | Reine Wisell (Lotus-Ford)                  | Jacky Ickx (Ferrari)                    | Jacky Ickx (Ferrari)                    |
| 14      | 1971          | Watkins Glen                            | François Cevert (Tyrrell-Ford)          | Jo Siffert (B.R.M.)                     | Ronnie Peterson (March-Ford)               | Jackie Stewart (Tyrrell-Ford)           | Jacky Ickx (Ferrari)                    |
| 15      | 1972          | Watkins Glen                            | Jackie Stewart (Tyrrell-Ford)           | François Cevert (Tyrrell-Ford)          | Denis Hulme (McLaren-Ford)                 | Jackie Stewart (Tyrrell-Ford)           | Jackie Stewart (Tyrrell-Ford)           |
| 16      | 1973          | Watkins Glen                            | Ronnie Peterson (Lotus-Ford)            | James Hunt (March-Ford)                 | Carlos Reutemann (Lotus-Ford)              | Ronnie Peterson (Lotus-Ford)            | James Hunt (March-Ford)                 |
| 17      | 1974          | Watkins Glen                            | Carlos Reutemann (Brabham-Ford)         | Carlos Pace (Brabham-Ford)              | James Hunt (Hesketh-Ford)                  | Carlos Reutemann (Brabham-Ford)         | Carlos Pace (Brabham-Ford)              |
| 18      | 1975          | Watkins Glen                            | Niki Lauda (Ferrari)                    | Emerson Fittipaldi (McLaren-Ford)       | Jochen Mass (McLaren-Ford)                 | Niki Lauda (Ferrari)                    | Emerson Fittipaldi (McLaren-Ford)       |
|         | 1976 bis 1983 | kein Großer Preis der USA               | kein Großer Preis der USA               | kein Großer Preis der USA               | kein Großer Preis der USA                  | kein Großer Preis der USA               | kein Großer Preis der USA               |
| —       | 1984          | Dallas                                  | Keke Rosberg (Williams-Honda)           | René Arnoux (Ferrari)                   | Elio de Angelis (Lotus-Renault)            | Nigel Mansell (Lotus-Renault)           | Niki Lauda (McLaren-TAG)                |
| —       | 1985          | Detroit                                 | Keke Rosberg (Williams-Honda)           | Stefan Johansson (Ferrari)              | Michele Alboreto (Ferrari)                 | Ayrton Senna (Lotus-Renault)            | Ayrton Senna (Lotus-Renault)            |
| —       | 1986          | Detroit                                 | Ayrton Senna (Lotus-Renault)            | Jacques Laffite (Ligier-Renault)        | Alain Prost (McLaren-TAG)                  | Ayrton Senna (Lotus-Renault)            | Nelson Piquet (Williams-Honda)          |
| —       | 1987          | Detroit                                 | Ayrton Senna (Lotus-Honda)              | Nelson Piquet (Williams-Honda)          | Alain Prost (McLaren-TAG)                  | Nigel Mansell (Williams-Honda)          | Ayrton Senna (Lotus-Honda)              |
| —       | 1988          | Detroit                                 | Ayrton Senna (McLaren-Honda)            | Alain Prost (McLaren-Honda)             | Thierry Boutsen (Benetton-Ford)            | Ayrton Senna (McLaren-Honda)            | Alain Prost (McLaren-Honda)             |
| 26      | 1989          | Phoenix                                 | Alain Prost (McLaren-Honda)             | Riccardo Patrese (Williams-Renault)     | Eddie Cheever (Arrows-Ford)                | Ayrton Senna (McLaren-Honda)            | Ayrton Senna (McLaren-Honda)            |
| 27      | 1990          | Phoenix                                 | Ayrton Senna (McLaren-Honda)            | Jean Alesi (Tyrrell-Ford)               | Thierry Boutsen (Williams-Renault)         | Gerhard Berger (McLaren-Honda)          | Gerhard Berger (McLaren-Honda)          |
| 28      | 1991          | Phoenix                                 | Ayrton Senna (McLaren-Honda)            | Alain Prost (Ferrari)                   | Nelson Piquet (Benetton-Ford)              | Ayrton Senna (McLaren-Honda)            | Jean Alesi (Ferrari)                    |
|         | 1992 bis 1999 | kein Großer Preis der USA               | kein Großer Preis der USA               | kein Großer Preis der USA               | kein Großer Preis der USA                  | kein Großer Preis der USA               | kein Großer Preis der USA               |
| 29      | 2000          | Indianapolis                            | Michael Schumacher (Ferrari)            | Rubens Barrichello (Ferrari)            | Heinz-Harald Frentzen (Jordan-Mugen-Honda) | Michael Schumacher (Ferrari)            | David Coulthard (McLaren-Mercedes)      |
| 30      | 2001          | Indianapolis                            | Mika Häkkinen (McLaren-Mercedes)        | Michael Schumacher (Ferrari)            | David Coulthard (McLaren-Mercedes)         | Michael Schumacher (Ferrari)            | Juan Pablo Montoya (Williams-BMW)       |
| 31      | 2002          | Indianapolis                            | Rubens Barrichello (Ferrari)            | Michael Schumacher (Ferrari)            | David Coulthard (McLaren-Mercedes)         | Michael Schumacher (Ferrari)            | Rubens Barrichello (Ferrari)            |
| 32      | 2003          | Indianapolis                            | Michael Schumacher (Ferrari)            | Kimi Räikkönen (McLaren-Mercedes)       | Heinz-Harald Frentzen (Sauber-Petronas)    | Kimi Räikkönen (McLaren-Mercedes)       | Michael Schumacher (Ferrari)            |
| 33      | 2004          | Indianapolis                            | Michael Schumacher (Ferrari)            | Rubens Barrichello (Ferrari)            | Takuma Satō (BAR-Honda)                    | Rubens Barrichello (Ferrari)            | Rubens Barrichello (Ferrari)            |
| 34      | 2005          | Indianapolis                            | Michael Schumacher (Ferrari)            | Rubens Barrichello (Ferrari)            | Tiago Monteiro (Jordan-Toyota)             | Jarno Trulli (Toyota)                   | Michael Schumacher (Ferrari)            |
| 35      | 2006          | Indianapolis                            | Michael Schumacher (Ferrari)            | Felipe Massa (Ferrari)                  | Giancarlo Fisichella (Renault)             | Michael Schumacher (Ferrari)            | Michael Schumacher (Ferrari)            |
| 36      | 2007          | Indianapolis                            | Lewis Hamilton (McLaren-Mercedes)       | Fernando Alonso (McLaren-Mercedes)      | Felipe Massa (Ferrari)                     | Lewis Hamilton (McLaren-Mercedes)       | Kimi Räikkönen (Ferrari)                |
|         | 2008 bis 2011 | kein Großer Preis der USA               | kein Großer Preis der USA               | kein Großer Preis der USA               | kein Großer Preis der USA                  | kein Großer Preis der USA               | kein Großer Preis der USA               |
| 37      | 2012          | Austin                                  | Lewis Hamilton (McLaren-Mercedes)       | Sebastian Vettel (Red Bull-Renault)     | Fernando Alonso (Ferrari)                  | Sebastian Vettel (Red Bull-Renault)     | Sebastian Vettel (Red Bull-Renault)     |
| 38      | 2013          | Austin                                  | Sebastian Vettel (Red Bull-Renault)     | Romain Grosjean (Lotus-Renault)         | M. Webber (Red Bull-Renault)               | Sebastian Vettel (Red Bull-Renault)     | Sebastian Vettel (Red Bull-Renault)     |
| 39      | 2014          | Austin                                  | Lewis Hamilton (Mercedes)               | Nico Rosberg (Mercedes)                 | Daniel Ricciardo (Red Bull-Renault)        | Nico Rosberg (Mercedes)                 | Sebastian Vettel (Red Bull-Renault)     |
| 40      | 2015          | Austin                                  | Lewis Hamilton (Mercedes)               | Nico Rosberg (Mercedes)                 | Sebastian Vettel (Ferrari)                 | Nico Rosberg (Mercedes)                 | Nico Rosberg (Mercedes)                 |
| 41      | 2016          | Austin                                  | Lewis Hamilton (Mercedes)               | Nico Rosberg (Mercedes)                 | Daniel Ricciardo (Red Bull-TAG Heuer)      | Lewis Hamilton (Mercedes)               | Sebastian Vettel (Ferrari)              |
| 42      | 2017          | Austin                                  | Lewis Hamilton (Mercedes)               | Sebastian Vettel (Ferrari)              | Kimi Räikkönen (Ferrari)                   | Lewis Hamilton (Mercedes)               | Sebastian Vettel (Ferrari)              |
| 43      | 2018          | Austin                                  | Kimi Räikkönen (Ferrari)                | Max Verstappen (Red Bull-TAG Heuer)     | Lewis Hamilton (Mercedes)                  | Lewis Hamilton (Mercedes)               | Lewis Hamilton (Mercedes)               |
| 44      | 2019          | Austin                                  | Valtteri Bottas (Mercedes)              | Lewis Hamilton (Mercedes)               | Max Verstappen (Red Bull-Honda)            | Valtteri Bottas (Mercedes)              | Charles Leclerc (Ferrari)               |
|         | 2020          | abgesagt aufgrund der COVID-19-Pandemie | abgesagt aufgrund der COVID-19-Pandemie | abgesagt aufgrund der COVID-19-Pandemie | abgesagt aufgrund der COVID-19-Pandemie    | abgesagt aufgrund der COVID-19-Pandemie | abgesagt aufgrund der COVID-19-Pandemie |
| 45      | 2021          | Austin                                  | Max Verstappen (Red Bull-Honda)         | Lewis Hamilton (Mercedes)               | Sergio Pérez (Red Bull-Honda)              | Max Verstappen (Red Bull-Honda)         | Lewis Hamilton (Mercedes)               |
| 46      | 2022          | Austin                                  | Max Verstappen (Red Bull-RBPT)          | Lewis Hamilton (Mercedes)               | Charles Leclerc (Ferrari)                  | Carlos Sainz jr. (Ferrari)              | George Russell (Mercedes)               |
| 47      | 2023          | Austin                                  | Max Verstappen (Red Bull-RBPT)          | Lando Norris (McLaren-Mercedes)         | Carlos Sainz jr. (Ferrari)                 | Charles Leclerc (Ferrari)               | Yuki Tsunoda (AlphaTauri-Honda RBPT)    |
| 48      | 2024          | Austin                                  | Charles Leclerc (Ferrari)               | Carlos Sainz jr. (Ferrari)              | Max Verstappen (Red Bull-RBPT)             | Lando Norris (McLaren-Mercedes)         | Esteban Ocon (Alpine-Renault)           |

| Legende   | Legende                                                                                              | Legende                                                     |
| Abkürzung | Klasse                                                                                               | Kommentar                                                   |
| --------- | --- | ----------------------------------------------------------- |
| F1        | Formel 1                                                                                             | Formel-1-Weltmeisterschaft ab 1950                          |
| F2        | Formel 2                                                                                             |                                                             |
| FL        | Formula libre                                                                                        | Fahrzeugklasse in der Regel vom Veranstalter ausgeschrieben |
| SW        | Sportwagen                                                                                           |                                                             |
| TW        | Tourenwagen                                                                                          |                                                             |
| GP        | Grand-Prix-Fahrzeuge                                                                                 |                                                             |
|           | ↓ Durchgehende graue Linien zeigen an, wann in der Geschichte auf einem neuen Kurs gefahren wurde. ↓ |                                                             |
|           | |                                                             |
|           | Einträge mit hellrotem Hintergrund waren keine Läufe zur Automobil- bzw. Formel-1-Weltmeisterschaft. |                                                             |
|           | Einträge mit gelbem Hintergrund waren Läufe zur Europameisterschaft.                                 |                                                             |

Anmerkungen
1. ↑  Die Formel-1-Rennen in Watkins Glen zwischen 1976 und 1980 hießen offiziell United States Grand Prix, werden in den Statistiken aber als Großer Preis der USA Ost geführt. Die Rennen von 1976 bis 1980 waren die Auflagen 19 bis 23.
2. ↑  Das Rennen wurde damals Dallas Grand Prix genannt und wurde bei der Zählweise nicht berücksichtigt.
3. 1 2 3 4  Die Rennen wurden damals Detroit Grand Prix genannt und wurde bei der Zählweise nicht berücksichtigt.
4. ↑  Obwohl kein Großer Preis der USA als 24. oder 25. bezeichnet wurde, wurde 1989 der 26. Große Preis der USA ausgetragen.